# Marçal Gols i Cavagliani
Marçal Gols i Cavagliani (Barcelona, 21 de juny de 1928 - Barcelona, 21 de març de 2020) ha estat director d'orquestra i pedagog català.

## Biografia
Fill de Joan Gols i Soler i de Mercè Cavagliani, estudià primer en el si de la seva família (el seu avi Josep, el seu pare i el seu oncle Xavier eren músics). Quan la seva família s'exilià el 1940 a Caracas, continuà els estudis amb Primo Casale al Conservatorio Juan Manuel Olivares, on més tard treballaria de professor. Reemplaçà son pare en la direcció de la Coral Catalana de Caracas i en la gestió de l'Instituto Montessori San Jorge. Per les seves harmonitzacions de cançons populars catalanes, guanyà el premi Lluís Millet en els Jocs Florals de la Llengua Catalana de Mèxic, el 1957.
L'any 1959 tornà a Catalunya, i a l'any següent es feu càrrec de la direcció de l'Orquestra de Cambra de les Joventuts Musicals de Barcelona. Entre 1960 i 1964 estudià amb Cristòfor Taltabull i Balaguer (contrapunt i fuga, especialment) i direcció d'orquestra amb Sergiu Celibidache. Entre 1964 i 1978 portà la batuta de l'Orquesta Sinfónica de Las Palmas de Gran Canaria.
L'any 1966 dirigí la gravació de la Missa de Glòria de Manuel Blanch i Puig, amb els cors i l'orquestra del Liceu i la Coral Sant Jordi. Dirigí l'Orquesta Sinfónica de Córdoba (Argentina) i fou col·laborador dels cursos de formació musical que la UNESCO desenvolupava a Amèrica. En el període 1982-1988 fou el director del Conservatori Superior Municipal de Música de Barcelona, i posteriorment es feu càrrec de l'Escola Internacional d'Estudis Musicals.